# Cantiñas

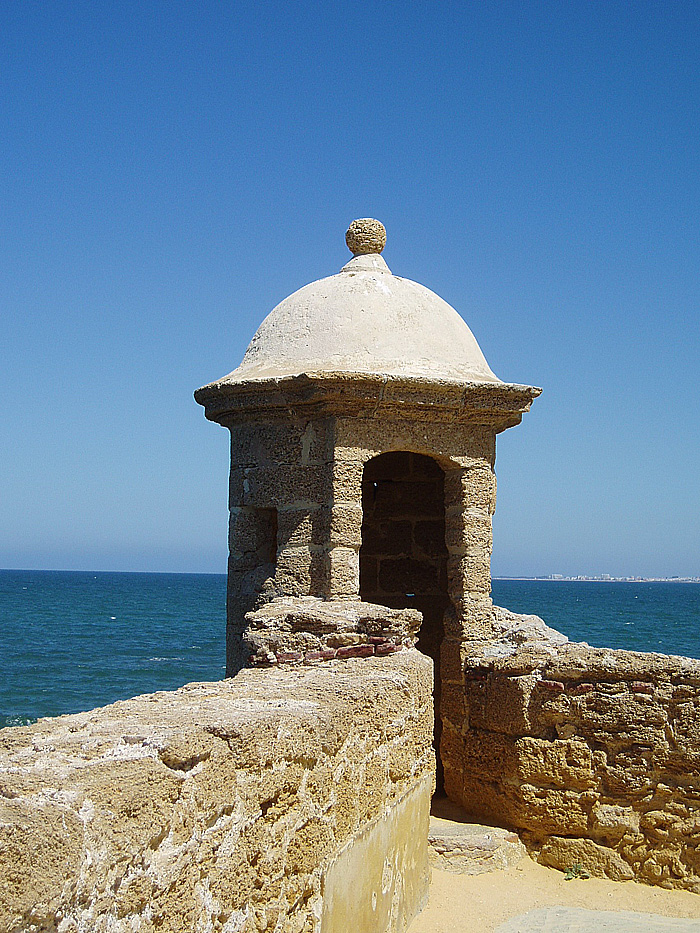
Garita en Cádiz.

Las cantiñas son un grupo de palos flamencos característicos de la ciudad de Cádiz, los Puertos y Jerez de la Frontera. Por ello es sinónimo del término «cantes de Cádiz». Dichos palos son las alegrías, el mirabrás, las romeras, los caracoles, las rosas y las cantiñas en sí. La métrica de todos ellos es el compás de la soleá, pero, por su carácter festero, el tempo de estos palos es más rápido. Sus melodías no son modales sino tonales, suponiéndose que conservan frases y motivos de tonadas populares en el área gaditana durante los años de la Guerra de la Independencia Española, entre ellas la jota de Cádiz.